# Kunhegyes
Kunhegyes is een plaats (város) en gemeente in het Hongaarse comitaat Jász-Nagykun-Szolnok. Kunhegyes telt 8506 inwoners (2001).